# 沢口友哉
沢口 友哉（さわぐち ともや、12月7日 - ）は、日本の男性声優。イエローテイル（ジュニア）に所属していた。東京都出身。血液型はO型

## 出演作品

### テレビアニメ
2008年
- 地獄少女 三鼎（少年）

### ゲーム
2006年
- すくぅ〜るらぶっ!〜恋と希望のメトロノーム〜（真知村光樹）

2007年
- ぷりサガ!（ドレーク）

2009年
- 地獄少女 澪縁（松方智彦）
- バトル・オブ・ソルジャー（ハイド）

2011年
- 出撃!! 乙女たちの戦場2〜天翔ける衝撃の絆〜（木葉紅葉）

### ドラマCD
- ファミリア〜自由な魔法使い〜（早野友則）

### Webラジオ
- Voice Stage 3rd eco魂（パーソナリティ）